# Miklós Barabás
Miklós Barabás (ur. 22 lutego 1810 w Márkusfalva, Siedmiogród; zm. 12 lutego 1898 w Budapeszcie) – węgierski malarz, malujący przede wszystkim portrety i węgierskie krajobrazy. Już za życia był cenionym malarzem portretowym, jego realistyczne obrazy wisiały w wielu bogatych węgierskich domach.

## Życiorys
Barabás studiował malarstwo w Wiedniu (1829-1830). Od 1830 uczył się od Gábora Barra w Kolozsvár litografii. W okresie od 1831 do 1833 był malarzem – portrecistą w Bukareszcie, a w latach 1834 – 1835 przedsięwziął podróż po Włoszech w celu kształcenia warsztatu artystycznego. W latach 1836 do 1838 kontynuował studia malarskie w Budapeszcie, tam też osiadł na stałe do końca życia.

## Galeria

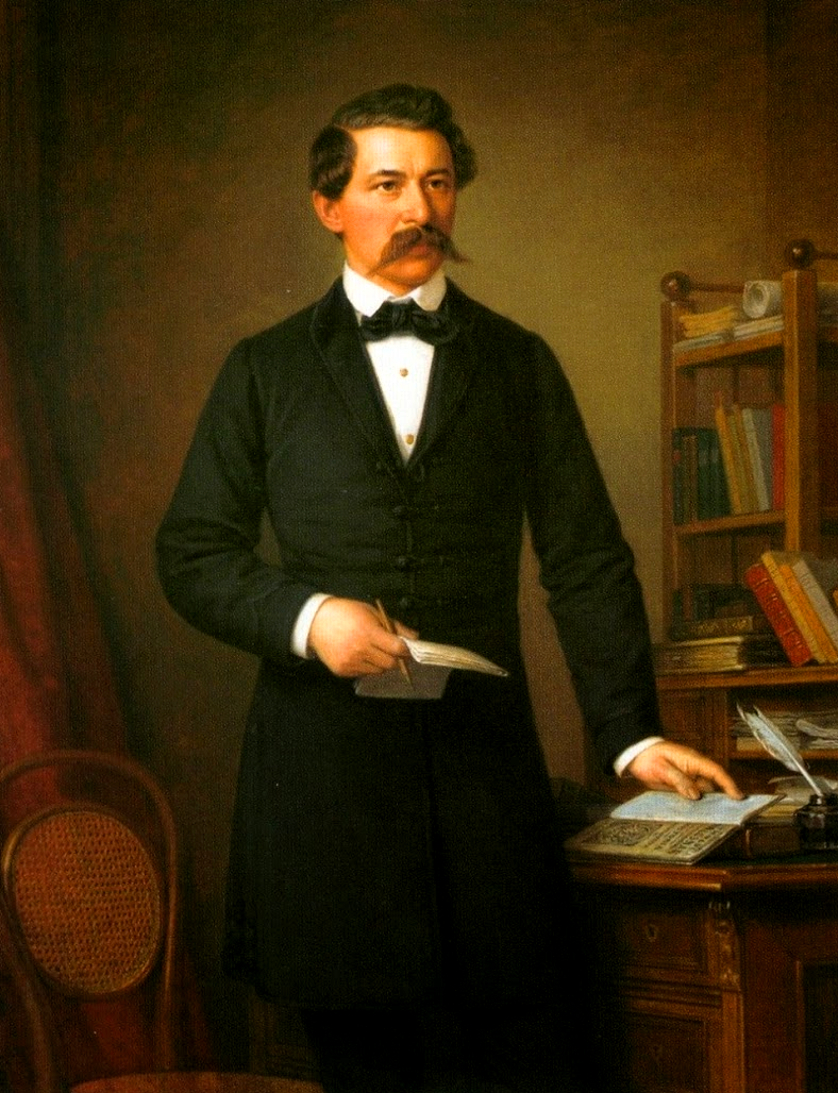
János Arany
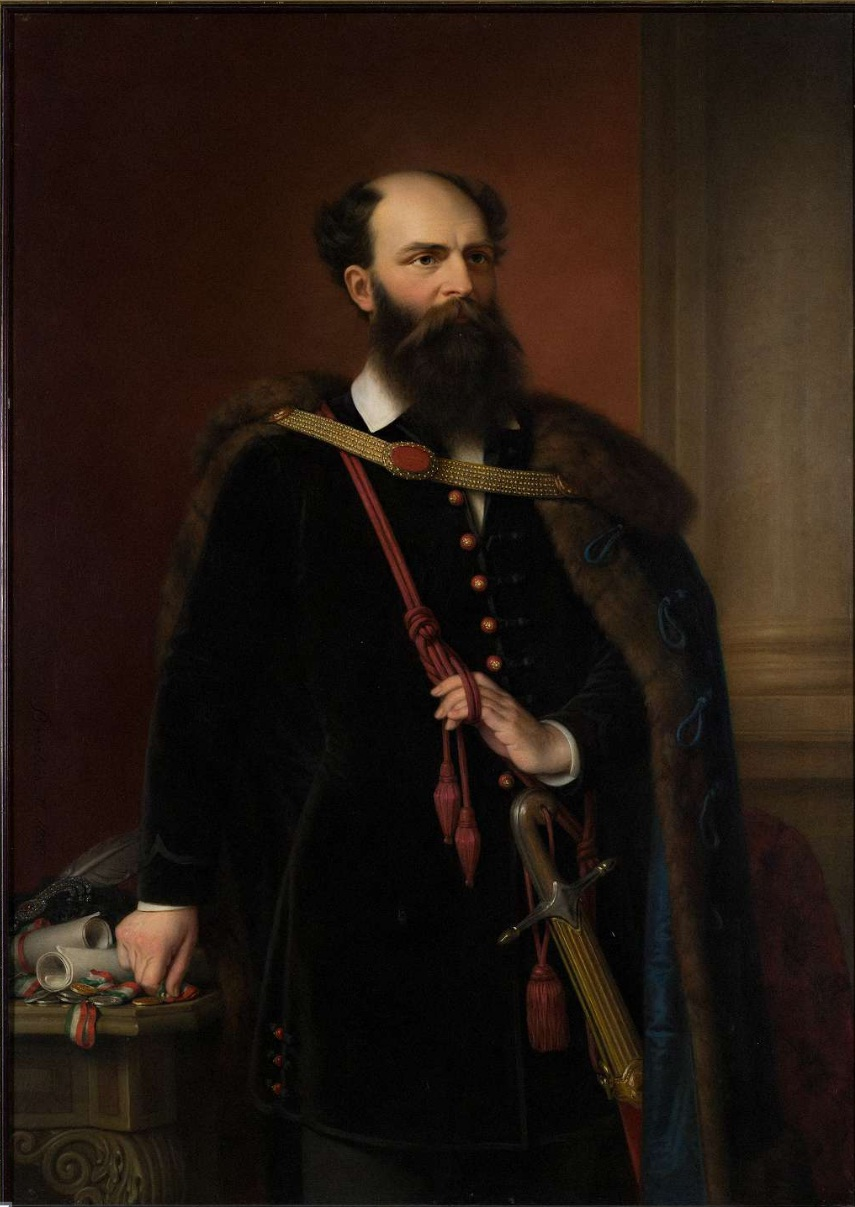
Lajos Batthyány
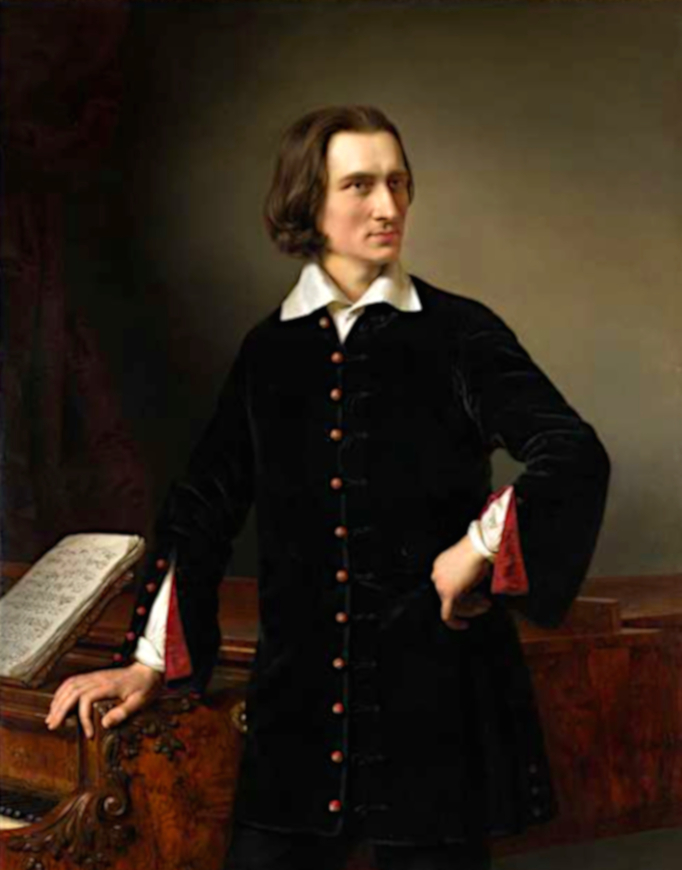
Ferenc Liszt
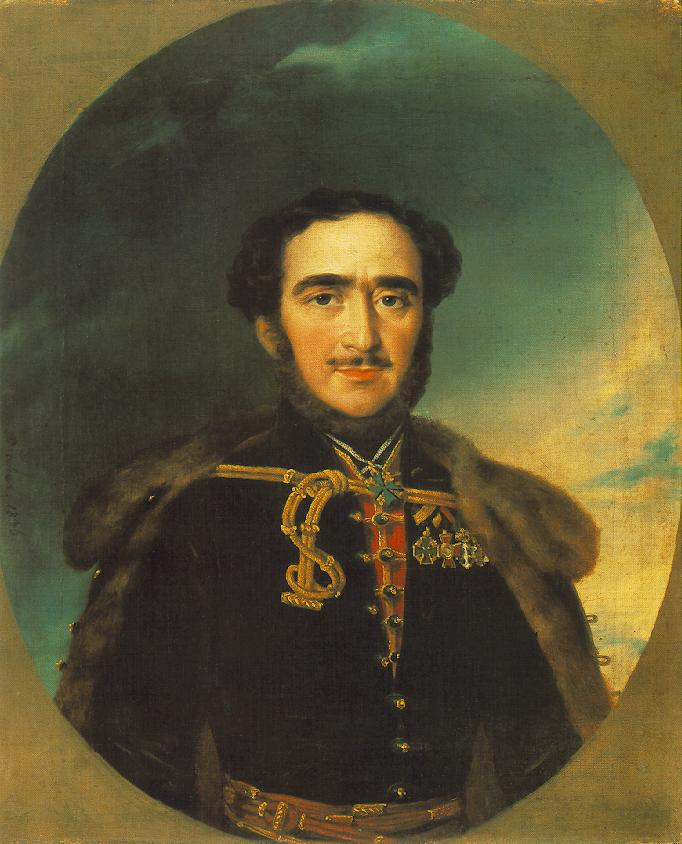
István Széchenyi
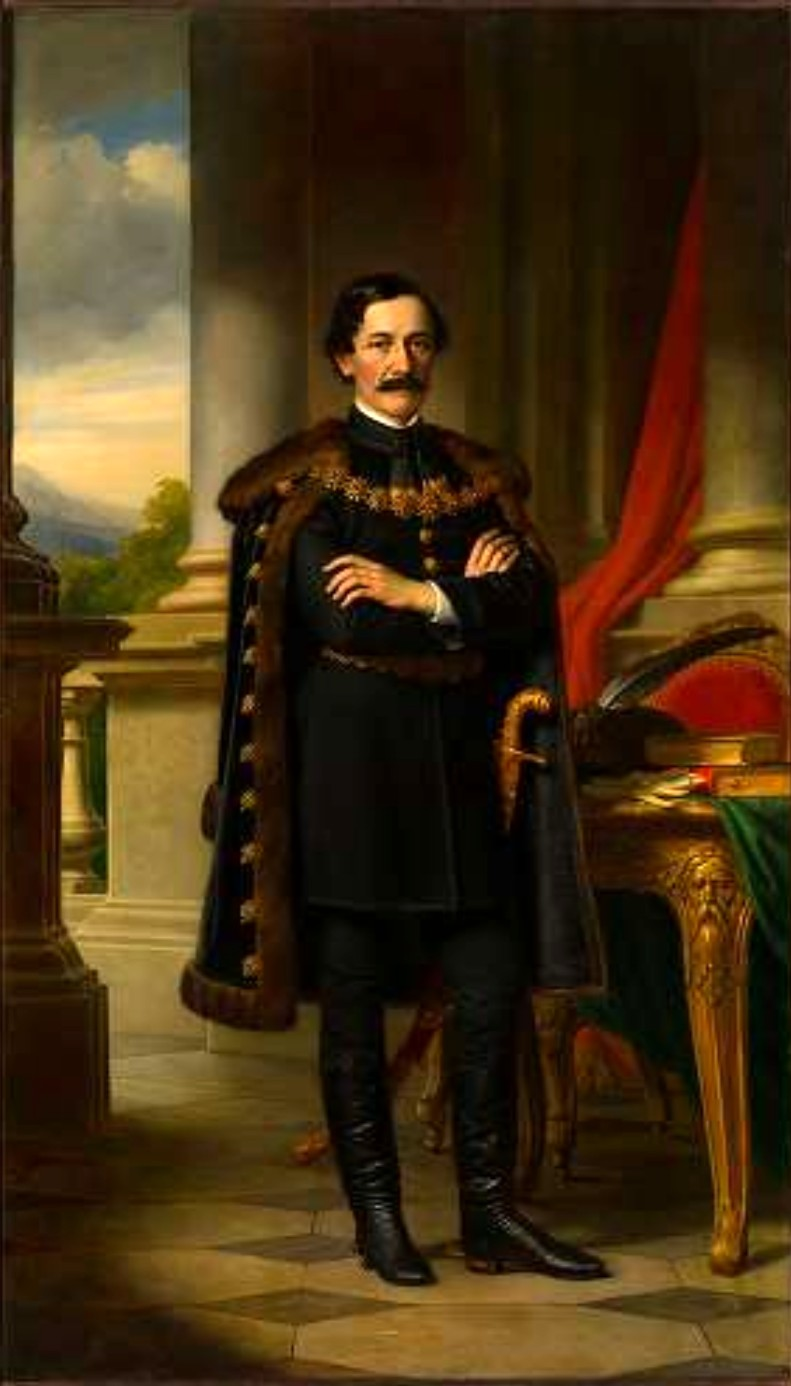
László Teleki
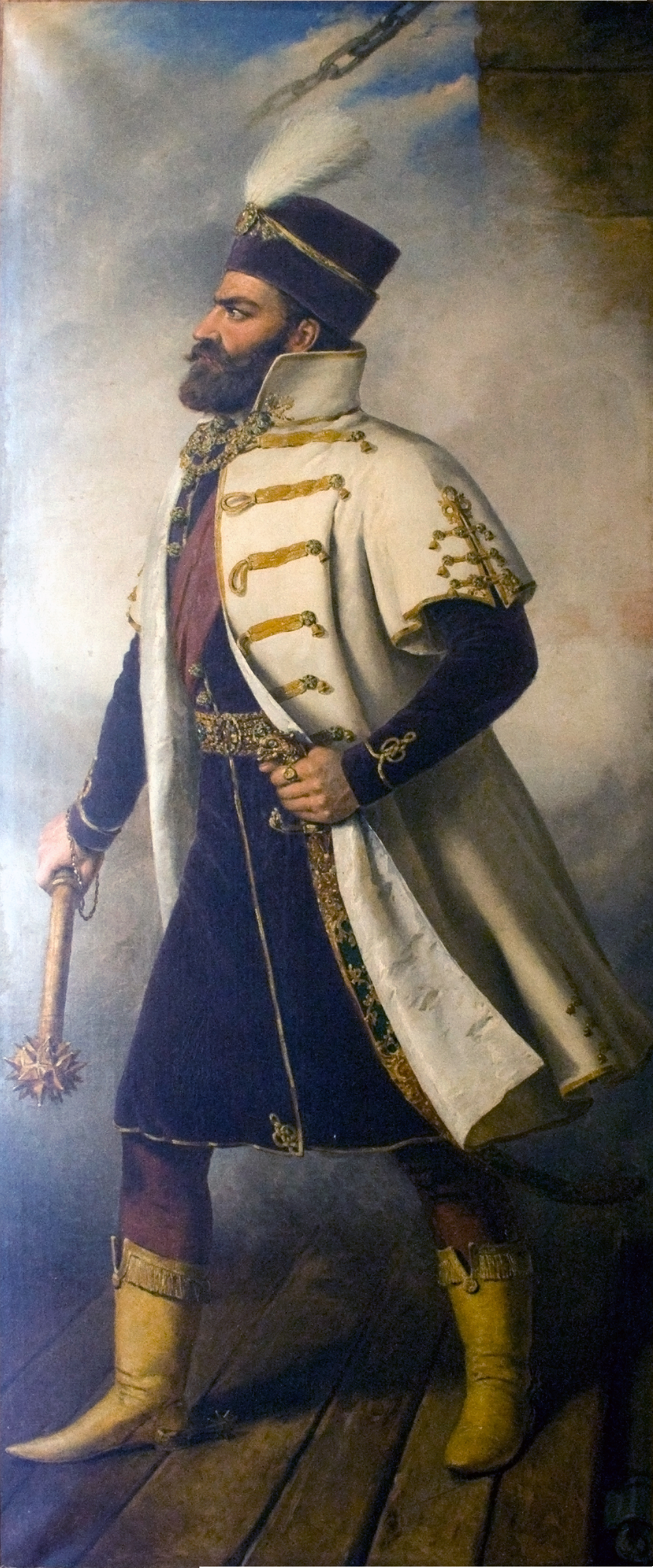
Miklós Zrínyi
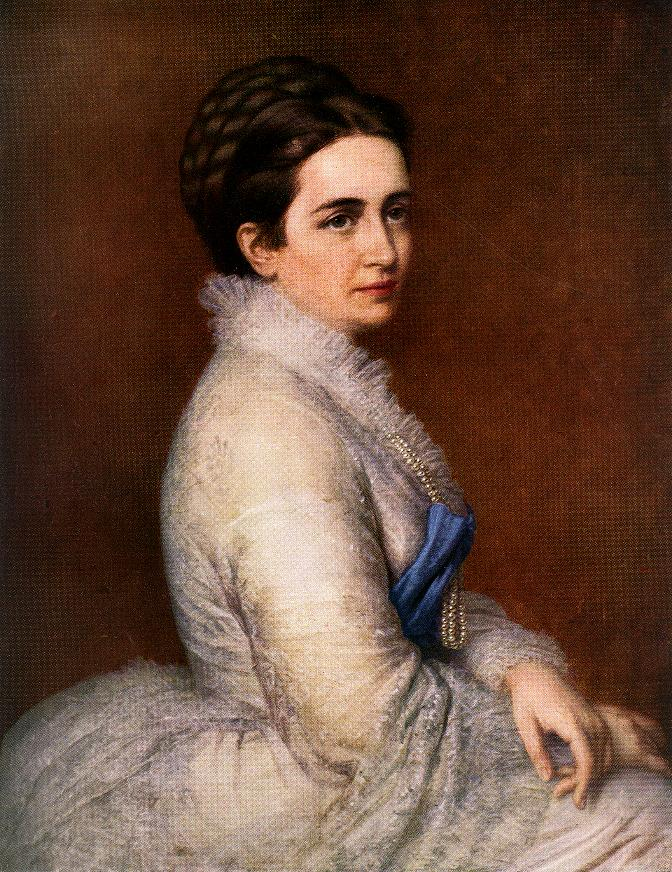
Istvánne Bittó
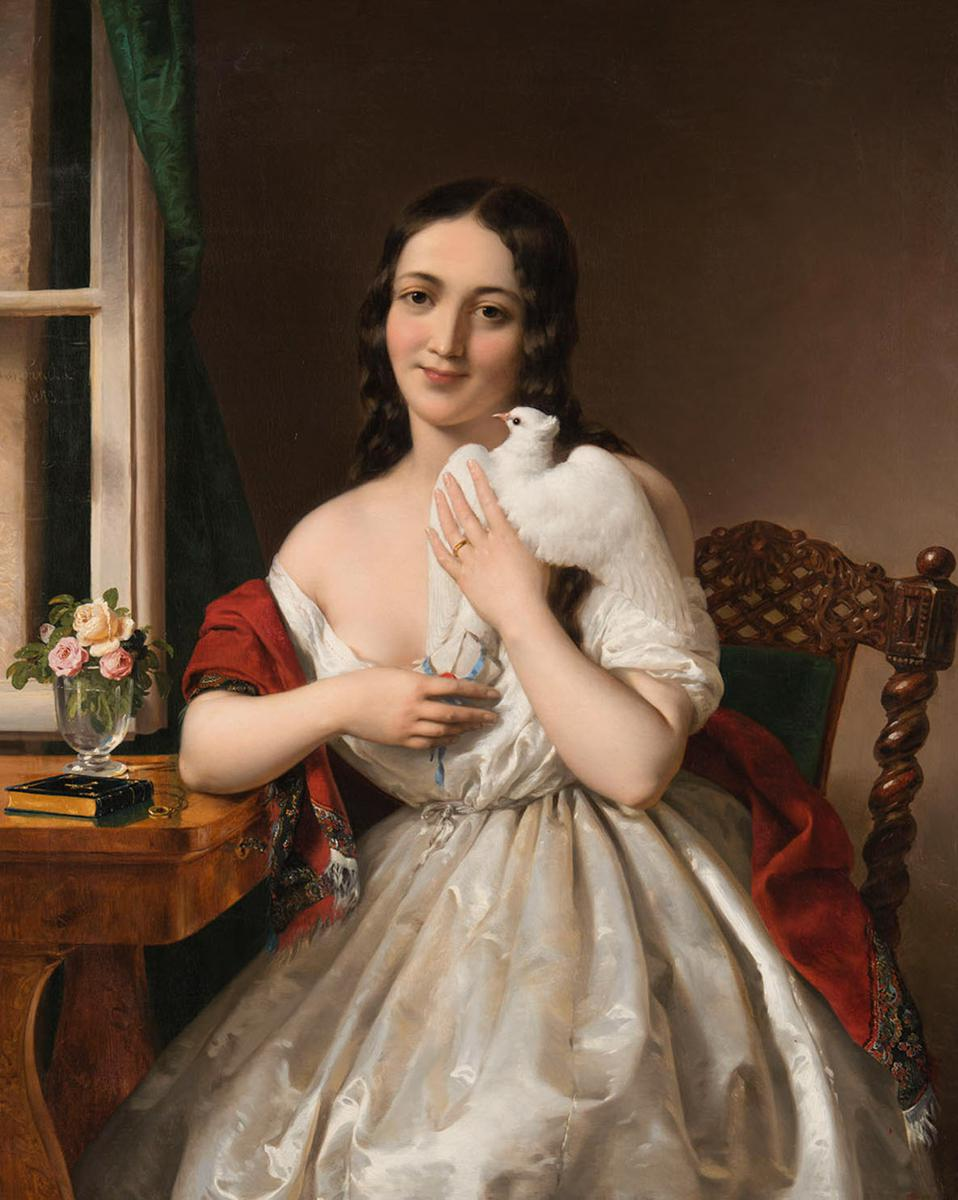
Poczta gołębia, 1843
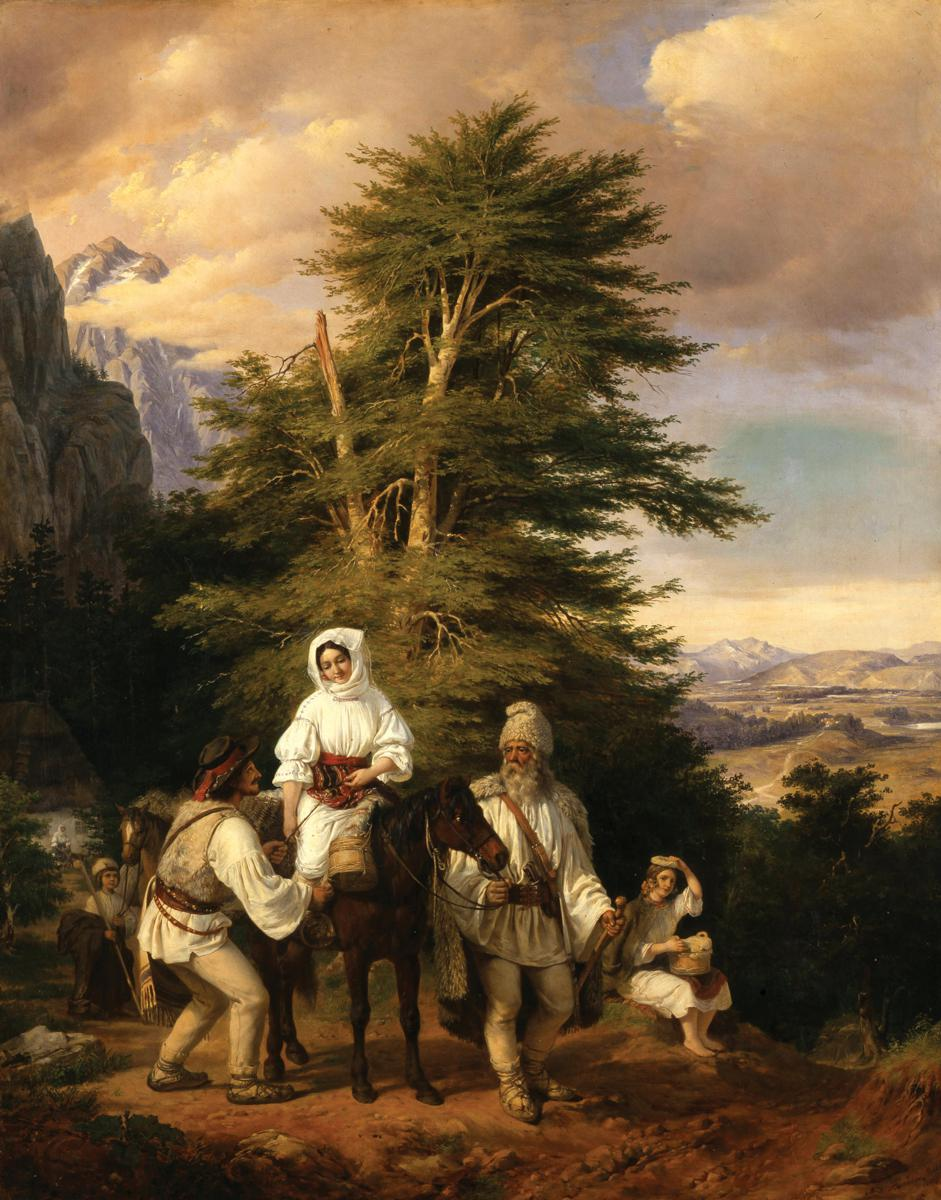
Vásárra menő oláh család, 1843-1844
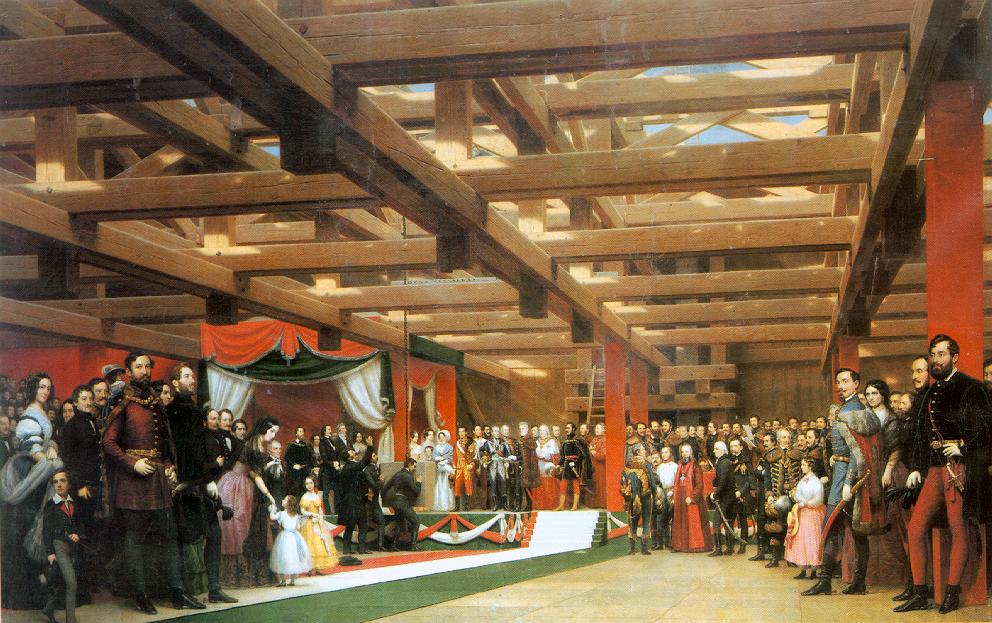
Most Łańcuchowy w Budapeszcie
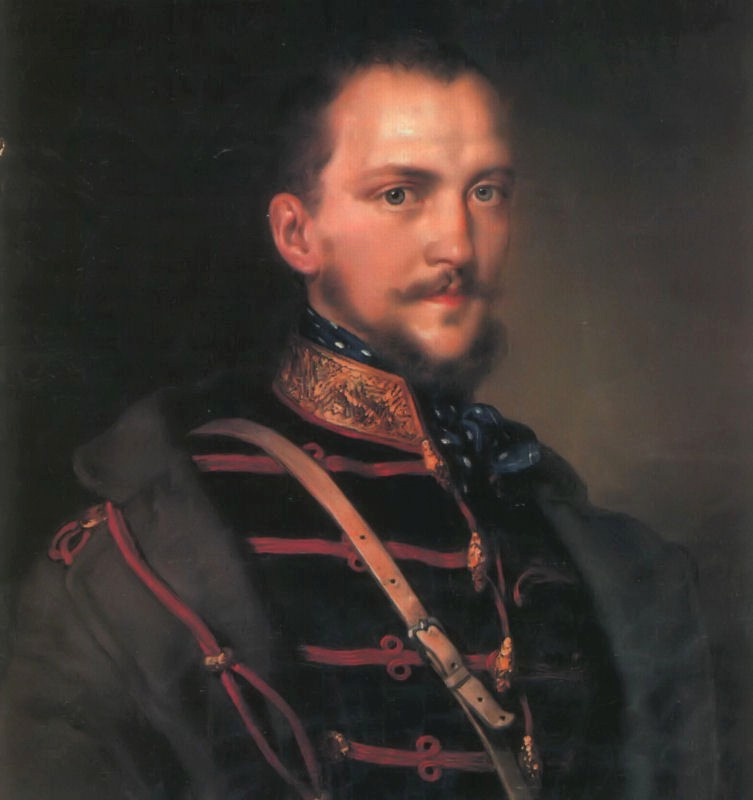
Görgey Artúr